# Корчівка (Кам'янець-Подільський район)
Корчі́вка — село в Україні, у Гуменецькій сільській територіальній громаді Кам'янець-Подільського району Хмельницької області.

## Географія
Село Корчівка знаходиться у 14 км автодорогами на північний схід від Кам’янця-Подільського, неподалік Корчівки проходить автошлях національного значення Н03 Житомир — Чернівці.

## Історія
Перша згадка про село в документах — 1824 рік.
Внаслідок поразки Перших визвольних змагань на початку XX століття, село надовго окуповане російсько-більшовицькими загарбниками.
Радянська окупація принесла колективізацію та розкуркулення, селяни зазнали репресій.
В 1932–1933 селяни села пережили сталінський геноцид.
По закінченню Другої світової війни у 1946—1947 роках мешканці села вчергове пережили голод.
З 24 серпня 1991 року село входить до складу незалежної України.
13 серпня 2015 року внаслідок об'єднання сільських рад село ввійшло до складу Гуменецької сільської громади.

## Населення
Населення становить 64 осіб.
Згідно перепису 2015 року в селі мешкало 56 осіб.

### Мова
У селі поширені західноподільська говірка та південноподільська говірка, що відносяться до подільського говору, який належить до південно-західного наріччя.
Розподіл населення за рідною мовою за даними перепису 2001 року:
| Мова       | Кількість | Відсоток |
| ---------- | --------- | -------- |
| українська | 63        | 98.44%   |
| російська  | 1         | 1.56%    |
| Усього     | 64        | 100%     |

## Охорона природи
Село лежить у межах національного природного парку «Подільські Товтри».

## Галерея

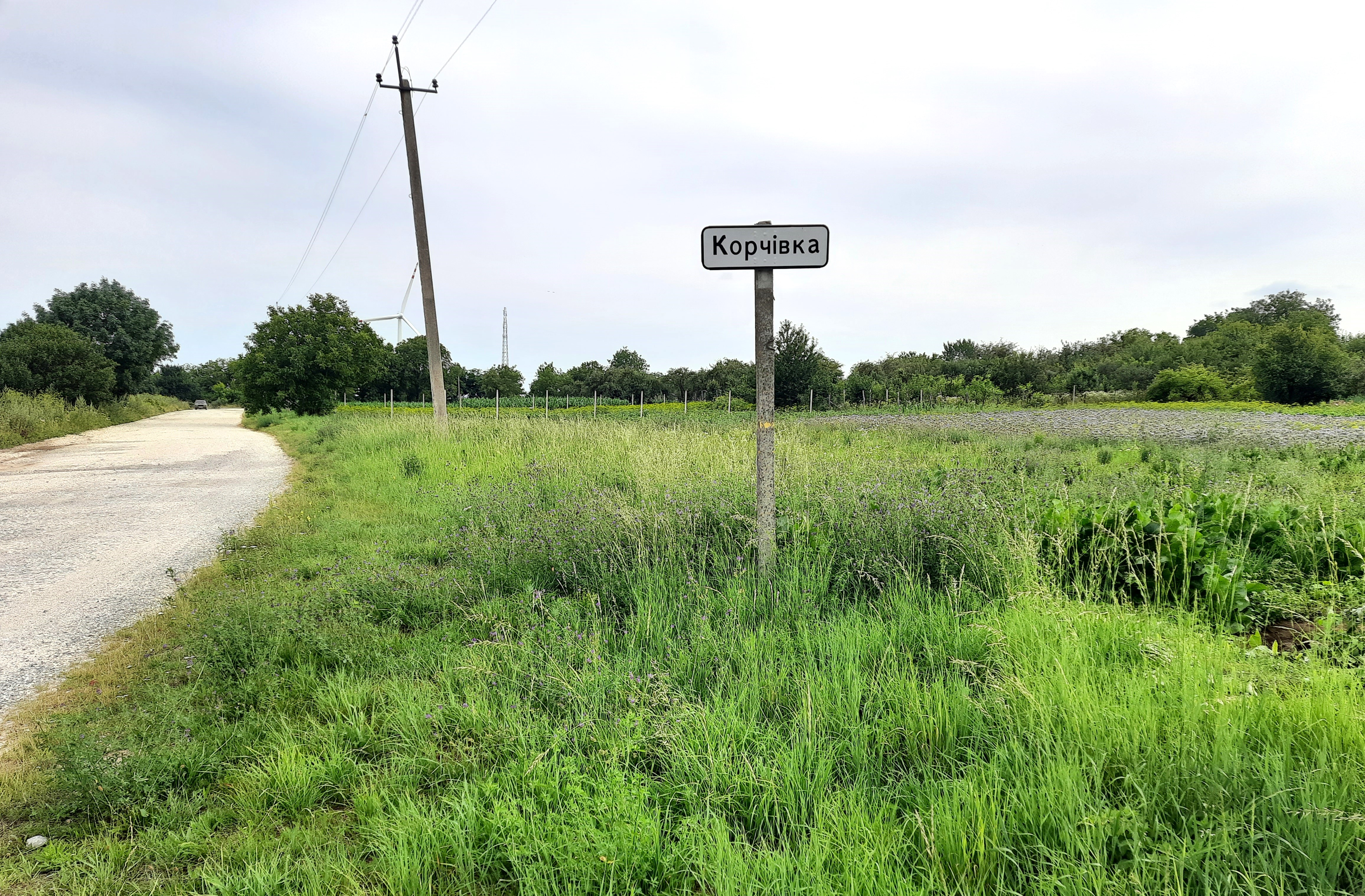
Дорожній знак при в'їзді в село
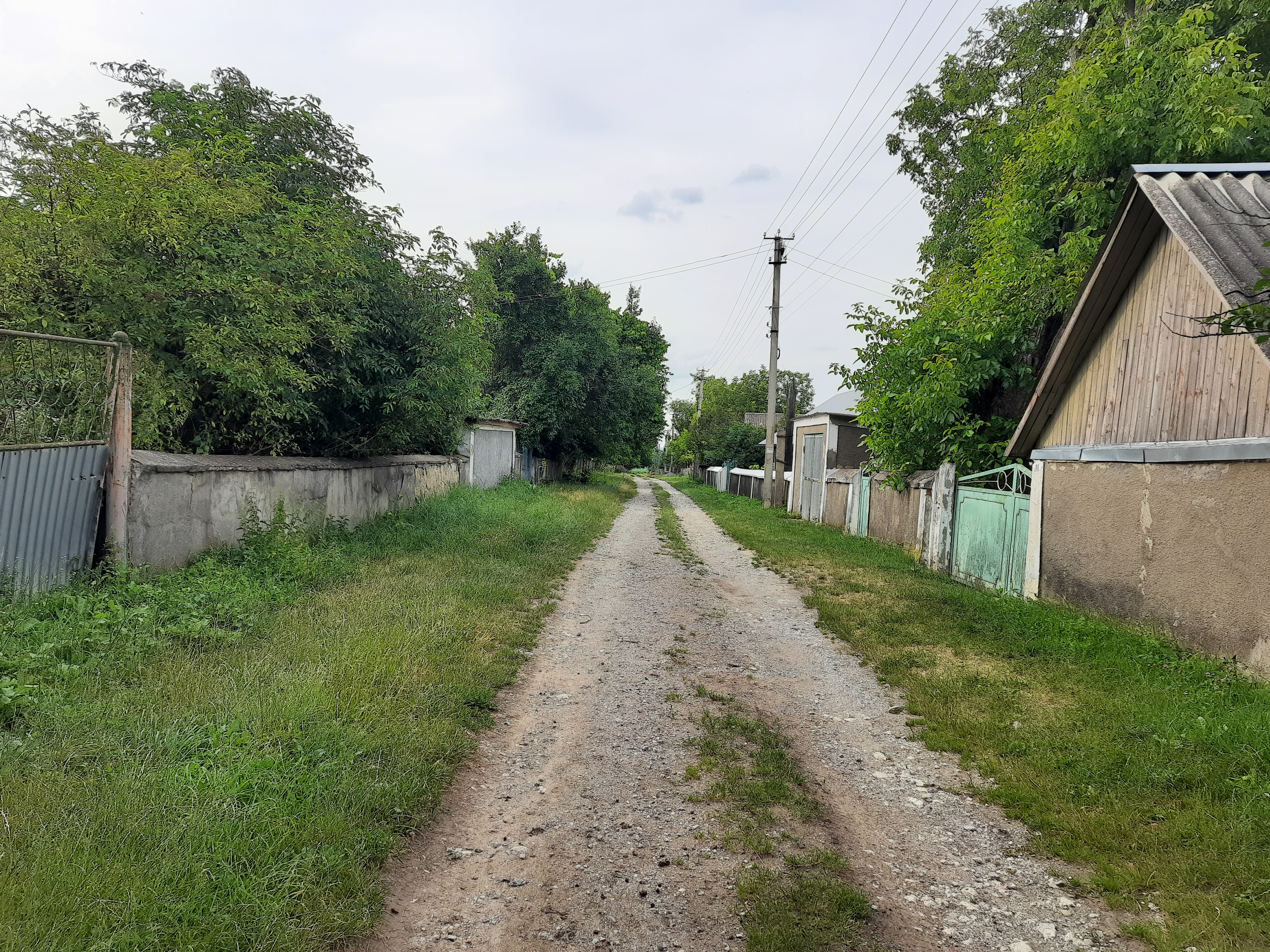
Сільська вулиця
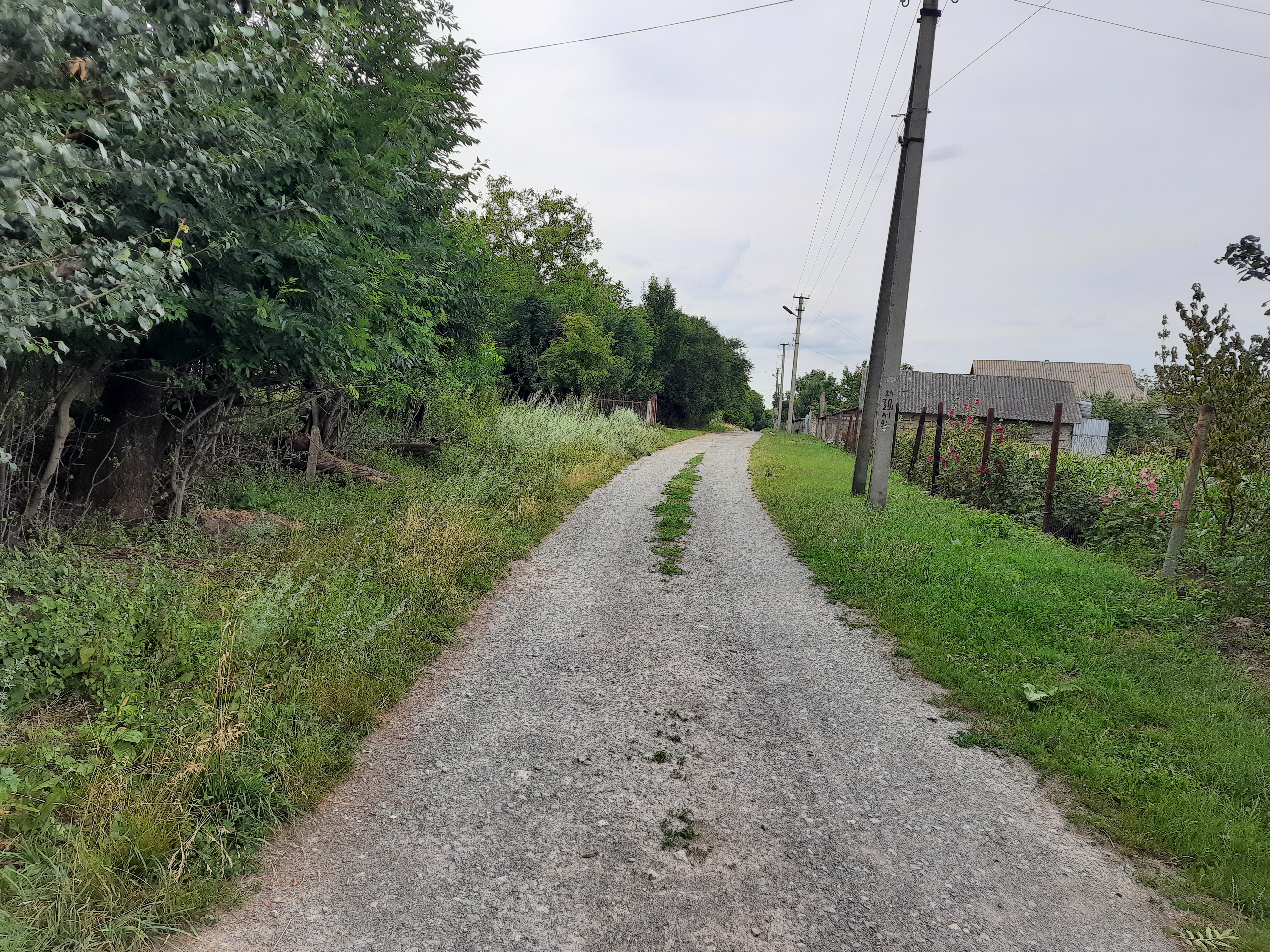
Сільська вулиця
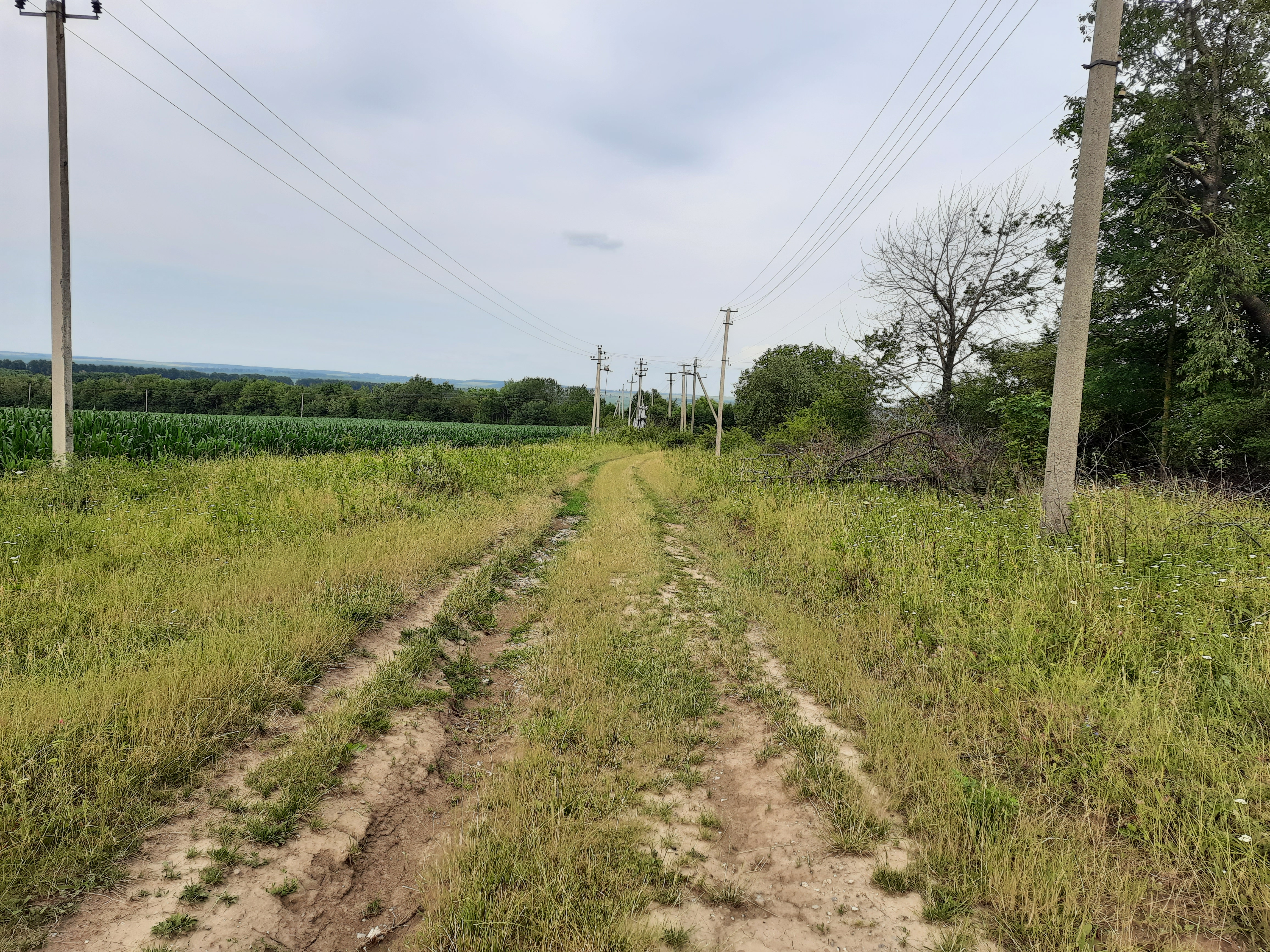
Околиця села